# 郑州晚报
《郑州晚报》是一家位于中华人民共和国河南省郑州市的都市生活类报纸，隶属于郑州日报社。1963年10月22日即郑州解放28周年之时，《郑州日报》改名为《郑州晚报》。1964年12月，中共中央主席毛泽东为《郑州晚报》题写报头。2002年5月，因《郑州日报》恢复出版，《郑州晚报》进行了改版。